# جون كينت هاريسون
جون كينت هاريسون هو كاتب سيناريو ومخرج كندي، ولد في القرن العشرين.

## وصلات خارجية
- جون كينت هاريسون على موقع IMDb (الإنجليزية)
- جون كينت هاريسون على موقع ألو سيني (الفرنسية)
- جون كينت هاريسون على موقع أول موفي (الإنجليزية)
- جون كينت هاريسون على موقع قاعدة بيانات الأفلام السويدية (السويدية)
- جون كينت هاريسون على موقع قاعدة بيانات الفيلم (الإنجليزية)
- جون كينت هاريسون على موقع كينوبويسك (الروسية)